# Elsie Maguire
Elsie Maguire (Elsie Evelin Maguire; * 3. August 1908; † unbekannt) war eine britische Sprinterin.
1934 wurde sie bei den British Empire Games in London Vierte über 100 Yards und siegte mit der englischen 440-Yards-Stafette.

## Persönliche Bestzeiten
- 100 Yards: 11,5 s, 4. August 1934, London
- 100 m: 12,3 s, 30. Juni 1934, London
- 200 m: 26,0 s, 9. Juni 1934, London